# Ray Timgren
Raymond Charles „Ray“ Timgren (* 29. September 1928 in Windsor, Ontario; † 25. November 1999 in Lindsay, Ontario) war ein kanadischer Eishockeyspieler finnischer Herkunft, der im Verlauf seiner aktiven Karriere zwischen 1945 und 1955 unter anderem 281 Spiele für die Toronto Maple Leafs und Chicago Black Hawks in der National Hockey League auf der Position des linken Flügelstürmers bestritten hat. In Diensten der Toronto Maple Leafs, für die er den Großteil seiner NHL-Karriere spielte, gewann Timgren in den Jahren 1949 und 1951 jeweils den Stanley Cup.

## Karriere
Timgren, dessen Eltern aus Finnland nach Kanada immigriert waren, verbrachte seine Juniorenzeit zwischen 1943 und 1948 in der Umgebung von Toronto und spielte dort für die Toronto Young Leafs und Toronto Marlboros. Für letztere debütierte der Stürmer in der Saison 1948/49 in der Profimannschaft, ehe er im Saisonverlauf vom amtierenden Stanley-Cup-Sieger Toronto Maple Leafs aus der National Hockey League verpflichtet wurde.
Bei den Maple Leafs schaffte der defensiv ausgerichtete Angreifer den unmittelbaren Sprung in den Stammkader. Mit drei Treffern im Verlauf der Stanley-Cup-Playoffs 1949 trug er seinen Anteil zum Gewinn des Stanley Cups in diesem Jahr bei. Zwei Jahre später wiederholte er den Erfolg mit dem Team, das damit in einem Zeitraum von fünf Jahren viermal den Titel errungen hatte. Timgren gehörte im Anschluss noch ein weiteres Jahr zum Stammpersonal, ehe das Management begann, jüngere Spieler in den Kader zu holen. Die Einsatzzeiten des Flügelstürmers gingen in der Folge zurück und seine Einsätze in Torontos Farmteam, den Pittsburgh Hornets, aus der American Hockey League häuften sich zwischen 1951 und 1953 zusehends. Die Spielzeit 1953/54 verbrachte er dann komplett in Pittsburgh, ehe er im Oktober 1954 im Tausch für Jack Price zu den Chicago Black Hawks transferiert wurde.
Für die Black Hawks stand Timgren lediglich in 14 Spielen in der NHL auf dem Eis, da sie ihn bereits Mitte November desselben Jahres wieder an Toronto ausliehen. Dort kam er im restlichen Saisonverlauf wieder bei Pittsburgh Hornets zum Einsatz. Während er für Toronto nur eine weitere NHL-Partie absolvierte, gewann er mit den Hornets im Frühjahr 1955 den Calder Cup. Im Verlauf der Saison 1955/56 beendete der 27-Jährige seine aktive Profilaufbahn vorzeitig.
Timgren wurde nach seinem Karriereende als Lehrkraft tätig. Er verstarb im November 1999 im Alter von 71 Jahren in seiner Wahlheimat Lindsay in der kanadischen Provinz Ontario.

## Erfolge und Auszeichnungen
- 1949 Stanley-Cup-Gewinn mit den Toronto Maple Leafs
- 1949 Teilnahme am NHL All-Star Game
- 1951 Stanley-Cup-Gewinn mit den Toronto Maple Leafs
- 1955 Calder-Cup-Gewinn mit den Pittsburgh Hornets

## Karrierestatistik
(Legende zur Spielerstatistik: Sp oder GP = absolvierte Spiele; T oder G = erzielte Tore; V oder A = erzielte Assists; Pkt oder Pts = erzielte Scorerpunkte; SM oder PIM = erhaltene Strafminuten; +/− = Plus/Minus-Bilanz; PP = erzielte Überzahltore; SH = erzielte Unterzahltore; GW = erzielte Siegtore; 1 Play-downs/Relegation; Kursiv: Statistik nicht vollständig)